# Gornja Težka Voda
Gornja Težka Voda – wieś w Słowenii, w gminie miejskiej Novo mesto. W 2018 roku liczyła 98 mieszkańców. 